# Kaiser-Wilhelm-Platz (Königsberg)
La Kaiser-Wilhelm-Platz (in italiano: Piazza imperatore Guglielmo) era una delle piazze principali di Königsberg. Posta un tempo sotto il torrione sud-ovest del castello cittadino, attualmente la sua superficie corrisponde all'area della Центральная площадь-Tsentral'naya ploshchad (Piazza Centrale) di Kaliningrad da quando la città ha mutato nome dopo l'occupazione sovietica al termine della Seconda guerra mondiale.

## Storia

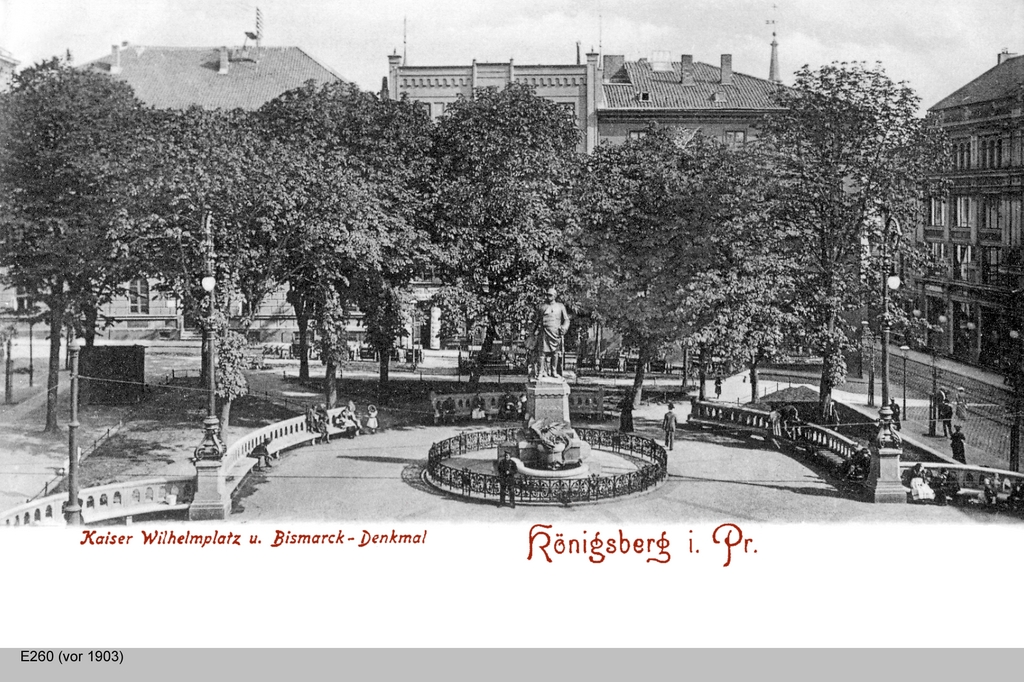
Il monumento a Bismarck eretto nel 1901 nella Kaiser-Wilhelm-Platz di Königsberg

La piazza venne ricavata da uno spiazzo stradale già dal 1803 quando divenne nota col nome di Altstädtischer Kirchplatz in quanto su di essa si affacciava l'antica chiesa di San Nicola. Nel 1826, la chiesa venne demolita e, nell'ambito di lavori di sistemazione del Castello di Königsberg, venne dotata di giardini con fontane d'acqua progettati dall'architetto Peter Joseph. Nel 1894 venne indetta una gara d'appalto per la costruzione di un monumento da porre nella piazza che trovò posto nel 1897 con una raffigurazione dell'imperatore Guglielmo I di Germania, padre dell'impero tedesco: da allora la piazza divenne nota come Kaiser-Wilhelm-Platz.
Nel 1900, sul lato ovest della piazza venne costruito un grande magazzino e nel 1901 vi venne inaugurato un altro monumento dedicato alla memoria del cancelliere Bismarck.
Nell'agosto del 1944, dopo una serie di bombardamenti della RAF che andarono a colpire oltre il 90% dell'intera città di Königsberg e la successiva occupazione sovietica, gli edifici sulla piazza apparivano completamente distrutti, sventrati ed incendiati al punto che dopo la fine del conflitto si decise che l'intera area sarebbe stata rasa al suolo e la piazza cancellata per sempre. Attualmente il suo tracciato corrisponde a quella che è la Piazza Centrale, una zona verde accanto alla Casa dei Soviet di Kaliningrad.